# Leo Kahn
Leo Kahn (Medford, 31 de diciembre de 1916 - Boston, 11 de mayo de 2011) fue un periodista y empresario estadounidense de origen judío lituano. Se le acredita como cofundador de Staples Inc. Kahn también es considerado un pionero de la industria de supermercados de alimentos naturales y saludables, al fundar las cadenas Fresh Fields y Nature's Heartland, que ahora forman parte de Whole Foods Market.

## Primeros años
Kahn nació en Medford, Massachusetts como el menor de dos hermanos. Sus padres, que eran inmigrantes judíos lituanos, eran dueños de un distribuidor mayorista de alimentos. Kahn se graduó de Malden High School en Malden, Massachusetts.
Recibió su licenciatura de la Universidad de Harvard en 1938. Luego obtuvo una maestría en periodismo de la Universidad de Columbia en 1939. Trabajó como reportero en New Bedford, Massachusetts y practicó relaciones públicas para campañas políticas hasta que fue reclutado por el ejército de los Estados Unidos en 1941 cuando su país entró en la Segunda Guerra Mundial. Estuvo estacionado en el norte de África, Europa y Asia como piloto de altura de las fuerzas aéreas del ejército.
Él y su hermano, Albert Kahn, se hicieron cargo del negocio mayorista de la familia después del final de la Segunda Guerra Mundial. Se convirtió en el único propietario del negocio cuando su hermano dejó la empresa para convertirse en profesor en la Universidad de Boston.

## Carrera
Kahn continuó operando el distribuidor mayorista de alimentos de su familia. Sin embargo, también lanzó una nueva división minorista de comestibles, que se conoció como Purity Supreme. Inicialmente, la empresa abrió pequeñas tiendas de comestibles, pero luego se expandió a los supermercados. La compañía Purity Supreme también incluyó Heartland Foods Warehouse, que Inc. Magazine calificó como "el primer supermercado de almacén de gran descuento exitoso en el país".
Uno de los mayores rivales de Kahn era Thomas G. Stemberg, el propietario de una cadena de supermercados competidora de Nueva Inglaterra llamada First National Supermarkets. En un momento, Kahn y Stemberg se involucraron en una guerra de precios por el precio más bajo de los pavos para la cena de acción de gracias.
Kahn vendió Purity Supreme a Supermarkets General Corporation en 1984 por 80 millones de dólares. A través de la transacción, Kahn se convirtió en presidente de Supermarket General. En privado, Kahn se arrepintió de haber vendido Purity y dijo que extrañaba la interacción con sus empleados.

## Vida personal
Kahn se casó con Dorothy Davidson. Después de 11 años de matrimonio, Dorothy murió en 1975. Más tarde se volvió a casar con Emily Gantt, quien lo sobrevivió. De su primer matrimonio, Kahn tuvo una hija, Elizabeth, y dos hijos, Daniel y Joseph. Joseph Kahn es periodista y fue designado como el próximo editor ejecutivo de The New York Times en 2022. Sus hijastras fueron Lisa y Xandria Birk. Kahn tuvo ocho nietos y tres nietos adoptivos.

### Fallecimiento
Falleció en el centro de atención Springhouse en el vecindario de Jamaica Plain de Boston a causa de una serie de accidentes cerebrovasculares el 11 de mayo de 2011, a la edad de 94 años.